# 小行星16244
小行星16244（16244 Brož）是一颗绕太阳运转的小行星，为主小行星带小行星。该小行星于2000年4月4日发现。

## 轨道参数
小行星16244的轨道半长轴为2.3232804 UA，离心率为0.262。其轨道周期为1294.7395917日（3.54年）。